# Rifiuto secco non riciclabile

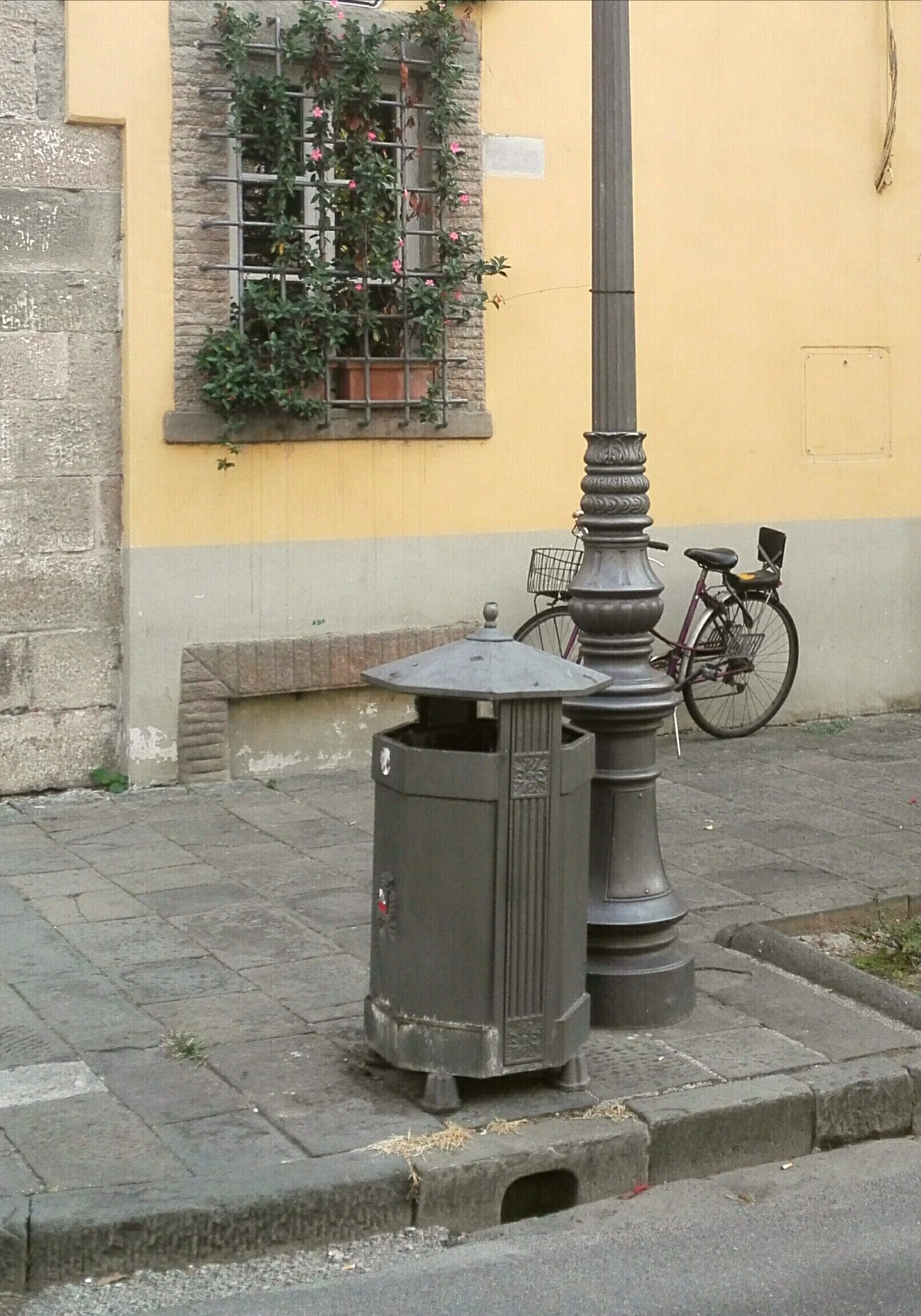
Contenitore in ghisa nel centro di Lucca

Con l'espressione rifiuto secco non riciclabile (oppure rifiuto indifferenziato o rifiuto secco residuo o rifiuto non recuperabile) ci si riferisce a quella parte di rifiuti solidi urbani che, a causa della loro natura, non possono essere avviati al riciclaggio, ma devono essere smaltiti in discarica, in un termovalorizzatore o in un impianto in cui si produce il combustibile derivato dai rifiuti.
Il termine "secco non riciclabile" compare spesso sui cassonetti destinati alla raccolta di questo tipo di rifiuti. In essi non si possono conferire rifiuti riciclabili (rifiuti del processo alimentare, carta, plastica, alluminio, acciaio e vetro), né rifiuti pericolosi o speciali. Inoltre tale tipologia di rifiuti non vanno mescolati assieme ai rifiuti riciclabili in quanto possono comprometterne il riciclo.

## Esempi
Alcuni esempi di rifiuto secco non riciclabile sono: pannolini, assorbenti, cotton fioc, cotone, oggetti in plastica che non sono imballaggi, oggetti composti da vari materiali non facilmente separabili, scontrini fiscali, ceramica, penne biro, carta sporca, spugne, eccetera.

## Tassazione
In alcuni comuni in Italia e in Svizzera i rifiuti non riciclabili possono essere smaltiti solo in appositi sacchetti venduti a caro prezzo dall'amministrazione, costituendo di fatto una tassa sullo smaltimento dei rifiuti stessi. In questo modo il cittadino è incentivato a eseguire la raccolta differenziata con maggiore attenzione, al fine di ridurre al massimo la quantità di rifiuti non riciclabili da smaltire a pagamento. Tuttavia, certe persone disoneste potrebbero essere tentate ad abbandonare i rifiuti non riciclabili oppure a conferirli insieme ai rifiuti riciclabili.